# Irshad Manji
Irshad Manji (Uganda, 1968) é uma ativista LGBT muçulmana, escritora, jornalista e apresentadora de televisão naturalizada canadense. É uma das signatárias do Manifesto: Juntos contra o novo totalitarismo.

## Biografia
Descendente de egípcios e indianos Gujaratis, a sua família mudou-se para o Canadá com as perseguições promovidas pelo ditador Idi Amin Dada, que expulsou de Uganda os imigrantes asiáticos, em 1972.
Cresceu na cidade de Vancouver onde, aos catorze anos, foi expulsa de uma escola muçulmana por questionar os ensinamentos, como os que diziam da inferioridade da mulher. Isso levou-a ao estudo autodidata do Corão durante vinte anos e na publicação da obra The Trouble with Islam Today (Minha Briga com o Islã, na edição brasileira de 2004).
Durante quatro anos apresentou um programa de sucesso na televisão canadense sobre a vida gay, sendo depois âncora do programa Big Ideas, da TV Ontario.
Não esconde a sua orientação sexual, sendo declaradamente lésbica.

## Citações e pensamento
Em sua entrevista feita à reporter Tania Menai em 2004, Irshad declarou que "Nos primórdios da religião, o Islã adotou a tradição do pensamento crítico, chamado ijtihad " e que esta forma livre de pensar foi depois abandonada, tornando-se conservadora.
Algumas frases, na entrevista:
- "Recebo muitas ameaças de morte por e-mail e, às vezes, pessoalmente."[2]
- "Diferentemente da Bíblia, o Corão não diz que Adão foi criado antes de Eva. Portanto, não há base para alegar a superioridade masculina."
- "Quando se educa um menino, educa-se apenas aquele menino. Quando se educa uma menina, educa-se a família inteira."

## Livros
Seus livros, em inglês:
- Allah, Liberty and Love: The Courage to Reconcile Faith and Freedom, 2011, ISBN 978-1-4516-4520-0
- The Trouble with Islam Today: A Wake-up Call for Honesty and Change, 2010, ISBN 0-307-37579-X, ISBN 978-0-3073-7579-7
- The Trouble with Islam: A Muslim's Call for Reform in Her Faith, 2004, ISBN 0-312-32699-8
- Risking Utopia: On the Edge of a New Democracy, 1997, ISBN 1-55054-434-9